# Tyler Dueck
Tyler Dueck (* 17. Dezember 1986 in Winnipeg, Manitoba) ist ein kanadischer Rennfahrer.

## Karriere
Dueck begann im Alter von zehn Jahren seine Motorsportkarriere im Kartsport und war bis 2008 in dieser Sportart aktiv. Bereits 2006 debütierte er im Formelsport und wurde Vierter der Formel Russell. 2007 nahm er an zwei Rennen der Skip Barber National Championship teil.
2008 wechselte Dueck nach Europa und ging zwei Jahre in der italienischen Formel Renault an den Start. Nachdem er seine erste Saison auf dem 27. Meisterschaftsplatz beendet hatte, gewann er 2009 einen Meisterschaftslauf und schloss die Saison auf dem fünften Gesamtrang ab. 2010 nahm Dueck an drei Rennwochenenden der italienischen Formel-3-Meisterschaft teil und wurde 22. in der Fahrerwertung. Darüber hinaus trat er in dieser Saison zu einem Rennen der Le Mans Series an.
2011 fand Dueck zunächst kein Cockpit. Zur Mitte des Jahres kehrte er schließlich nach Nordamerika zurück und nahm für Goree Multisports an einem Indy-Lights-Rennwochenende teil. Am Ende der Saison belegte er den 25. Platz in der Meisterschaft.

## Persönliches
Im Alter von vier Jahren zog Duecks Familie nach Abbotsford, British Columbia, wo er aufwuchs.

## Karrierestationen
| - 1997–2008: Kartsport - 2006: Formel Russell (Platz 4) - 2007: Skip Barber National Championship (Platz 26) | - 2008: Italienische Formel Renault (Platz 27) - 2009: Italienische Formel Renault (Platz 5) - 2010: Italienische Formel 3 (Platz 22) | - 2010: Le Mans Series, LMP2 - 2011: Indy Lights (Platz 25) |